# Periode 5-grundstof
Et periode 5-grundstof er et grundstof, der i det periodiske system er placeret i femte række (periode) fra oven. Fælles for disse grundstoffer er, at atomerne har netop fem elektronskaller.
Periode 5 omfatter de atten grundstoffer med atomnumrene 37-54:
- rubidium
- strontium
- yttrium
- zirconium
- niobium
- molybdæn
- technetium
- ruthenium
- rhodium
- palladium
- sølv
- cadmium
- indium
- tin
- antimon
- tellur
- jod
- xenon

| Kemi | Spire Denne artikel om kemi er en spire som bør udbygges. Du er velkommen til at hjælpe Wikipedia ved at udvide den. |